# Rabakov
Rabakov – wieś i gmina w Czechach, w powiecie Mladá Boleslav, w kraju środkowoczeskim. Według danych z dnia 1 stycznia 2019 liczyła 56 mieszkańców.